# Плохой лейтенант: Токио
«Плохой лейтенант: Токио» (англ. Bad Lieutenant: Tokyo) — будущий экшн-триллер режиссёра Такаси Миикэ по сценарию Дайсукэ Тэнгана, основанному на идее Эдварда Р. Прессмана. Фильм станет самостоятельным продолжением фильма 1992 года «Плохой лейтенант». Главные роли в фильме исполнили Сюн Огури, Лили Джеймс и Лив Морган.

## Сюжет
Токийский полицейский, страдающий пристрастием к азартным играм, оказывается вовлечённым в сложное расследование, когда после исчезновения дочери политика в Японию прибывает таинственный агент ФБР.

## В ролях
- Сюн Огури
- Лили Джеймс
- Лив Морган

## Производство
Фильм снят по сценарию Дайсукэ Тэнгана, основанному на идее Эдварда Р. Прессмана. Режиссёром фильма стал Такаси Миикэ, а продюсерами — Джереми Томас из компании Recorded Picture Company, Сэм Прессман из компании Pressman Film, Наоаки Китадзима из Nippon Television и Мисако Сака из OLM.
Основные съёмки проходили в Японии в мае 2025 года, Морган завершила съёмки к 16 мая 2025 года.
Компания Neon выпустит фильм в кинопрокат в Северной Америке, а также займется международными продажами.